# Bathelémont
Pour les articles homonymes, voir Bathelémont (homonymie).
Bathelémont, précédemment Bathelémont-lès-Bauzemont, est une commune française située dans le département de Meurthe-et-Moselle en région Grand Est. Il ne faut pas la confondre avec une ancienne commune, également nommée Bathelémont, qui fait maintenant partie de Laxou.

## Géographie
Le territoire de la commune est limitrophe de 6 communes.  
| Athienville | Arracourt   |           |
| Valhey      | Bathelémont | Bures     |
|             | Bauzemont   | Hénaménil |

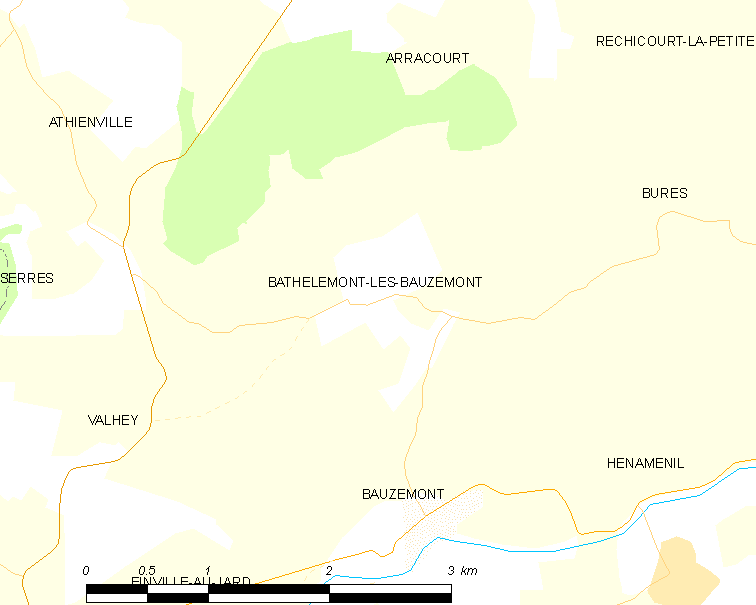
Carte de la commune.
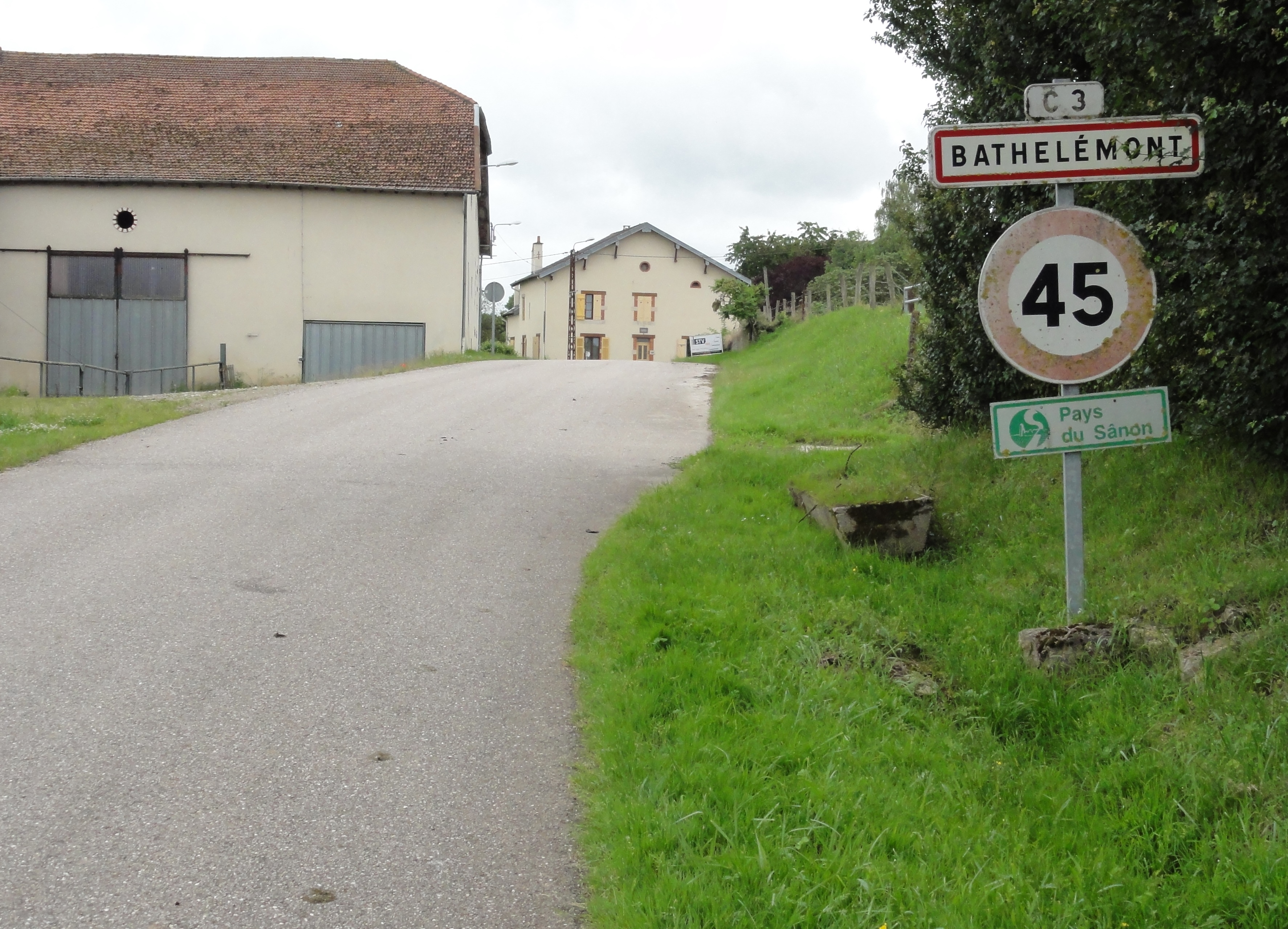
Entrée de Bathelémont.
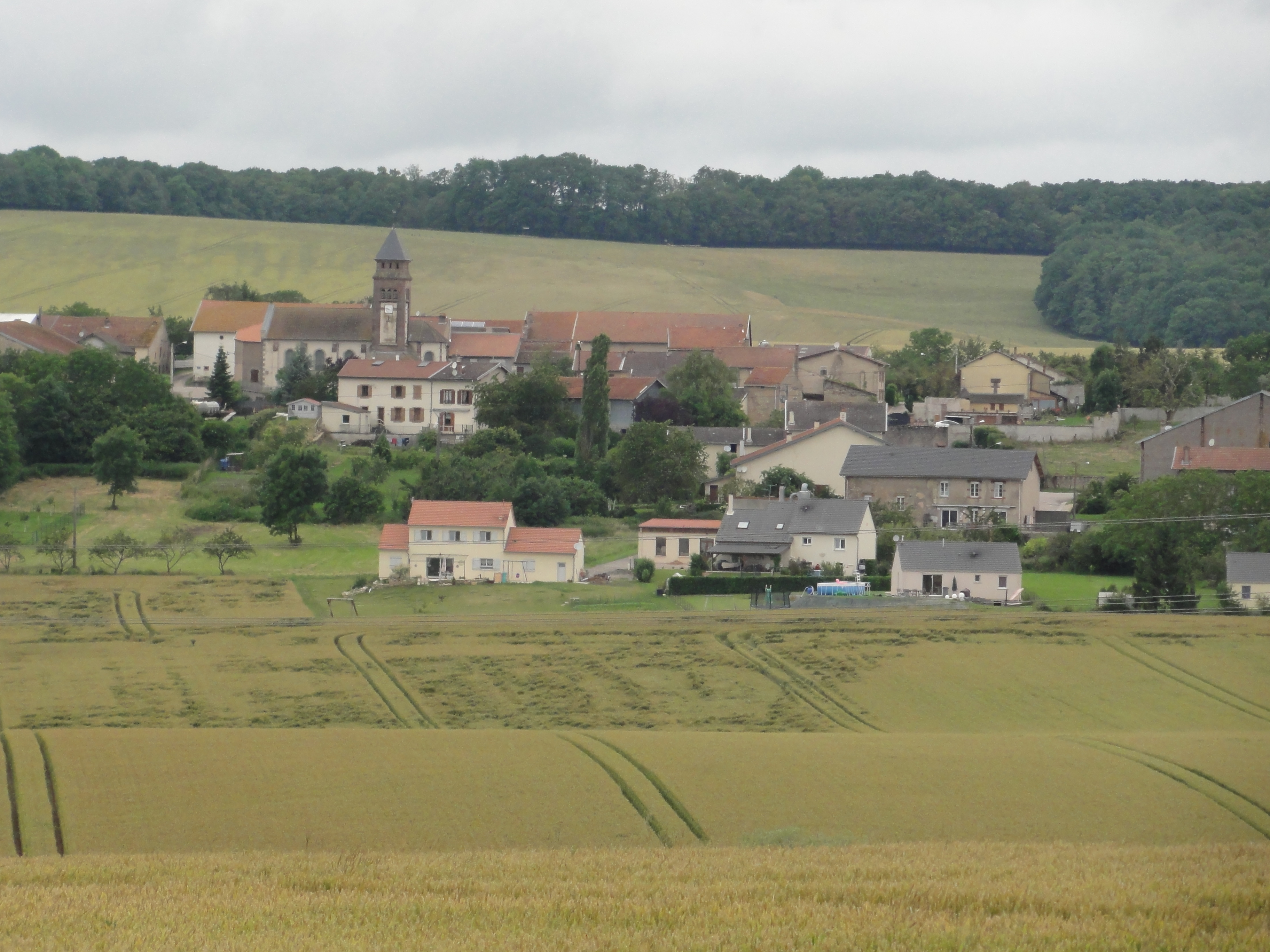
Vue du village.

### Hydrographie
La commune est dans le bassin versant du Rhin au sein du bassin Rhin-Meuse. Elle est drainée par le ruisseau de Fossate et le ruisseau des Cinq Fontaines,.

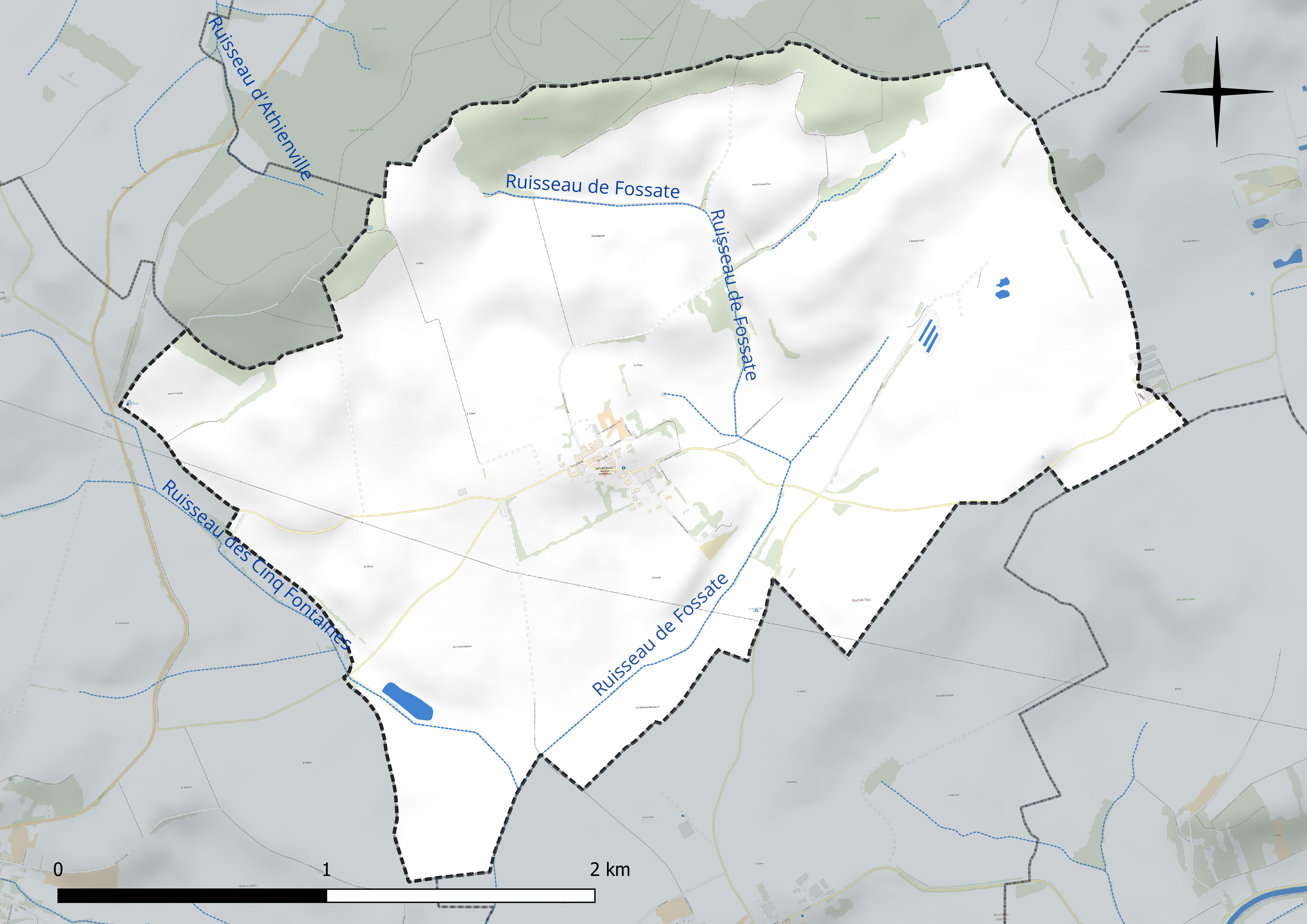
Réseau hydrographique de Bathelémont.

### Climat
Pour des articles plus généraux, voir Climat du Grand Est et Climat de Meurthe-et-Moselle.
En 2010, le climat de la commune est de type climat des marges montargnardes, selon une étude du Centre national de la recherche scientifique s'appuyant sur une série de données couvrant la période 1971-2000. En 2020, Météo-France publie une typologie des climats de la France métropolitaine dans laquelle la commune est exposée à un climat semi-continental et est dans la région climatique  Lorraine, plateau de Langres, Morvan, caractérisée par un hiver rude (1,5 °C), des vents modérés et des brouillards fréquents en automne et hiver. 
Pour la période 1971-2000, la température annuelle moyenne est de 9,7 °C, avec une amplitude thermique annuelle de 16,9 °C. Le cumul annuel moyen de précipitations est de 852 mm, avec 11,5 jours de précipitations en janvier et 9,6 jours en juillet. Pour la période 1991-2020, la température moyenne annuelle observée sur la station météorologique de Météo-France la plus proche, « Nancy-Essey », sur la commune de Tomblaine à 23 km à vol d'oiseau, est de 11,0 °C et le cumul annuel moyen de précipitations est de 746,3 mm. 
La température maximale relevée sur cette station est de 40,1 °C, atteinte le 24 juillet 2019 ; la température minimale est de −24,8 °C, atteinte le 21 février 1956,,. 
Les paramètres climatiques de la commune ont été estimés pour le milieu du siècle (2041-2070) selon différents scénarios d'émission de gaz à effet de serre à partir des nouvelles projections climatiques de référence DRIAS-2020. Ils sont consultables sur un site dédié publié par Météo-France en novembre 2022.

## Urbanisme

### Typologie
Au 1er janvier 2024, Bathelémont est catégorisée commune rurale à habitat très dispersé, selon la nouvelle grille communale de densité à sept niveaux définie par l'Insee en 2022.
Elle est située hors unité urbaine. Par ailleurs la commune fait partie de l'aire d'attraction de Nancy, dont elle est une commune de la couronne,. Cette aire, qui regroupe 353 communes, est catégorisée dans les aires de 200 000 à moins de 700 000 habitants,.

### Occupation des sols
L'occupation des sols de la commune, telle qu'elle ressort de la base de données européenne d’occupation biophysique des sols Corine Land Cover (CLC), est marquée par l'importance des territoires agricoles (94,1 % en 2018), une proportion identique à celle de 1990 (94,1 %). La répartition détaillée en 2018 est la suivante : terres arables (83,2 %), prairies (10,9 %), forêts (5,9 %). L'évolution de l’occupation des sols de la commune et de ses infrastructures peut être observée sur les différentes représentations cartographiques du territoire : la carte de Cassini (XVIIIe siècle), la carte d'état-major (1820-1866) et les cartes ou photos aériennes de l'IGN pour la période actuelle (1950 à aujourd'hui).

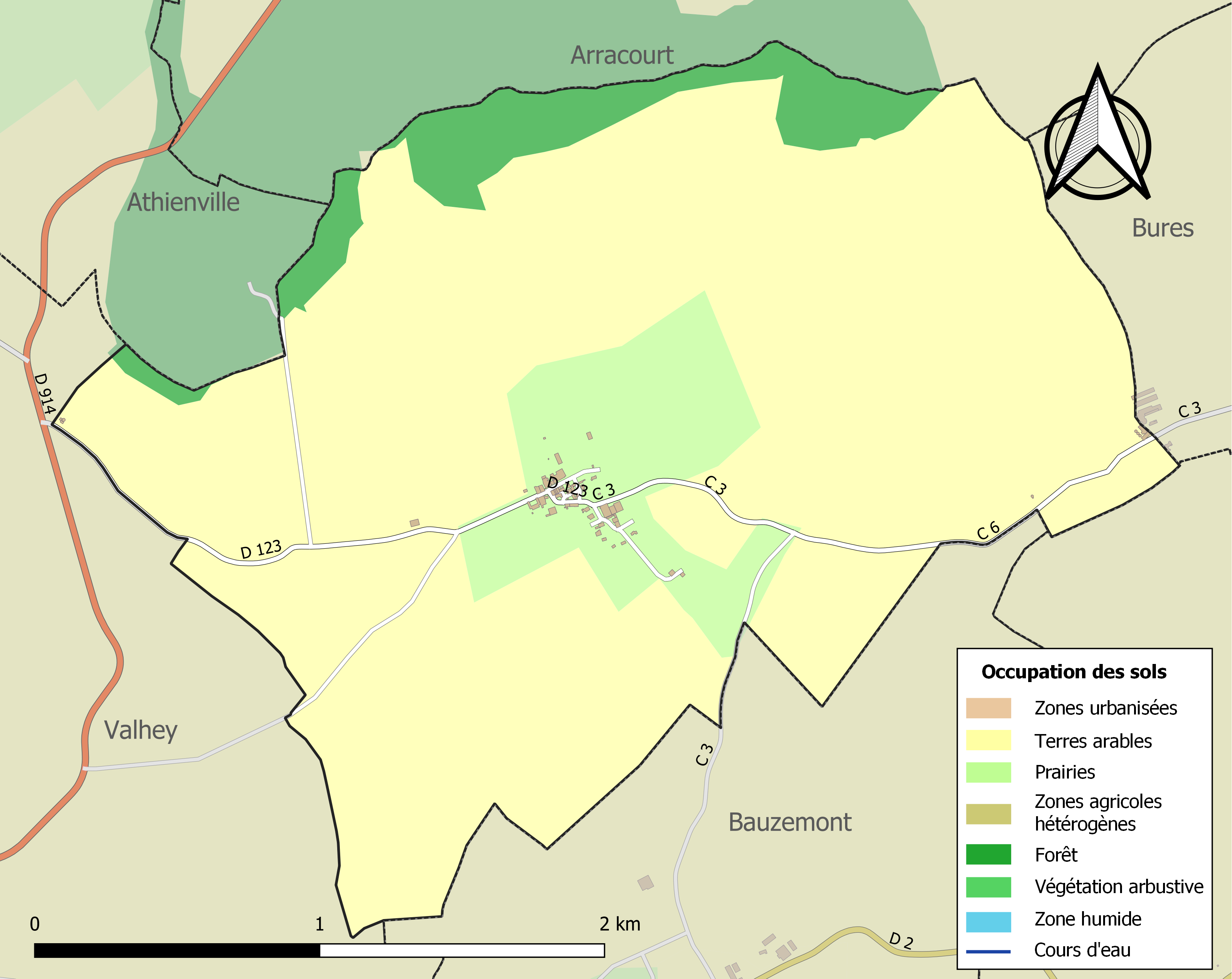
Carte des infrastructures et de l'occupation des sols de la commune en 2018 (CLC).

## Toponymie
Bathelani mons (1078-1093), Bathelanmont (1334), Bapteleymont (1447), Bathelémont (1594), Bathellemont et Bathelémont-lez-Arracourt (1600), Barthelémont (1710), Bathelemont les Bauze (1793), Bathelémont-lès-Bauzemont (?).

## Histoire
Présences gallo-romaine et franque.

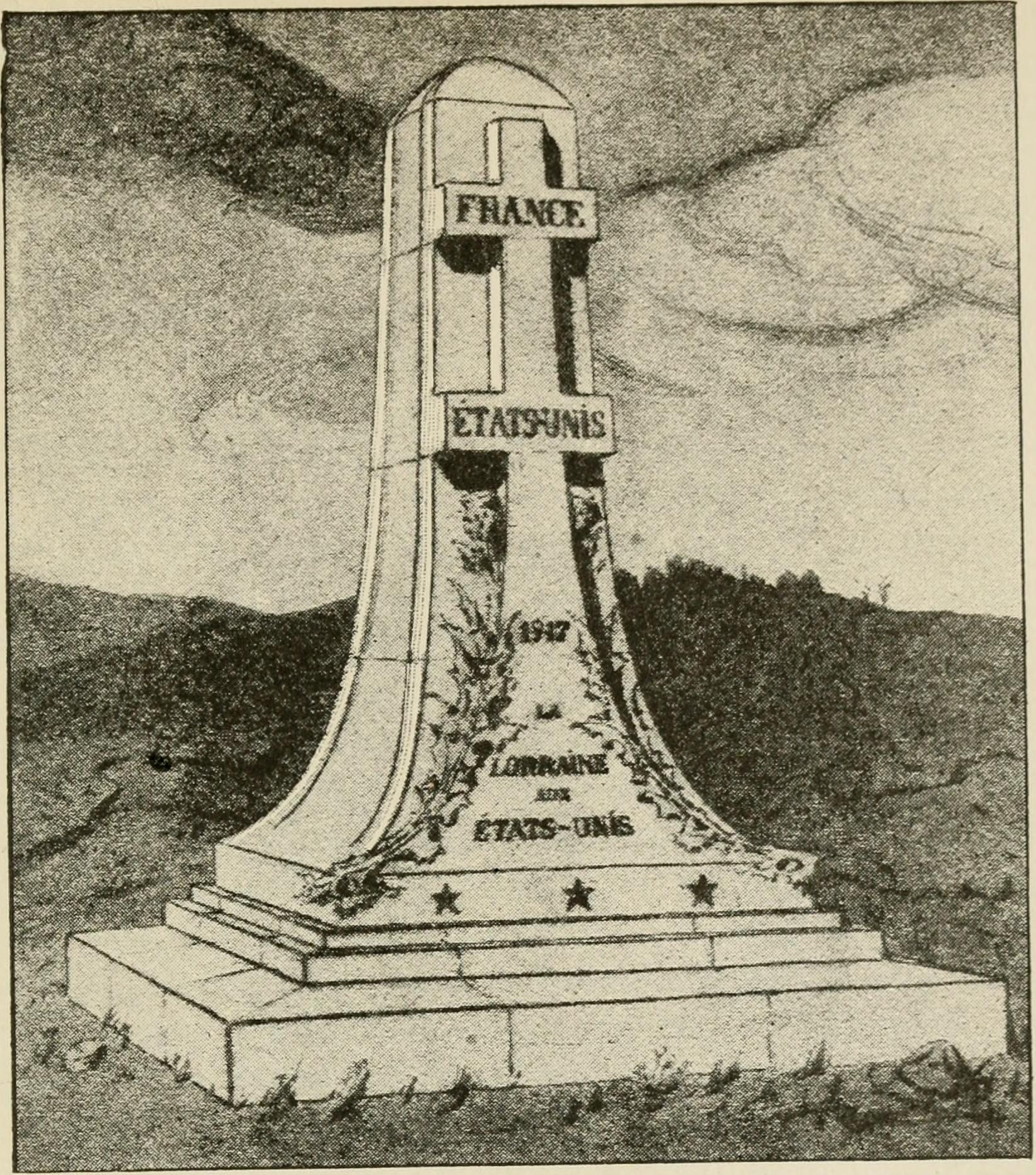
Monument à James B. Gresham, Merle D. Hay et Thomas F. Enright, conçu par Louis Majorelle, érigé en novembre 1918 à Bathelémont, détruit par les Allemands en octobre 1940.

Le nom de Bathelémont apparaît pour la première fois à la fin du XIe siècle dans une charte de la comtesse Sophie de Bar. Les nombreuses traces gallo-romaines présentes sur le territoire de la commune montrent une occupation du site beaucoup plus ancienne.
Au Moyen Âge, le village rendait une double allégeance : à l'évêque de Metz (qui réside à Vic-sur-Seille à une dizaine de kilomètres de Bathelémont) et au duc de Lorraine. Ce qui fait qu'une partie du village devint française avant l'autre. La période révolutionnaire réunifiera les deux parties du village.
Le village fait partie des seigneuries de la famille de Ficquelmont.
En 1753, y naît Jean-Nicolas Stofflet, le futur général vendéen.
En 1870, la commune aurait pu devenir allemande, mais avec huit autres communes, elle fut détachée du canton de Vic-sur-Seille pour former le canton d'Arracourt. La nouvelle frontière passant à six kilomètres du village, ce ne fut pas sans conséquence puisque les habitants se tournèrent plus alors vers Lunéville que vers Vic-sur-Seille ou Château-Salins.
La Première Guerre mondiale fut cruelle pour le village ; c’est là à Bathelémont-lès-Bauzemont que les soldats américains tirèrent leurs premiers obus et c’est à proximité, du côté de Bures, qu’ils eurent leurs premiers morts et prisonniers (novembre 1917).

## Politique et administration
| Période                                             | Période   | Identité        | Étiquette | Qualité                    |
| --------------------------------------------------- | --------- | --------------- | --------- | -------------------------- |
| Les données manquantes sont à compléter.            |           |                 |           |                            |
| 1815                                                | 1821      | Jacques Aubin   |           | Maître d'école, jardinier  |
|                                                     | mars 2001 | Jacques Marchal |           |                            |
| mars 2001                                           | mars 2008 | Claude Pilon    |           |                            |
| mars 2008 - décédé en cours de mandat le 05/12/2019 | mai 2020  | Serge Husson    |           | Retraité de l'enseignement |
| mai 2020                                            | En cours  | Francis Vivier, |           | Ancien ouvrier             |

## Population et société

### Démographie
L'évolution du nombre d'habitants est connue à travers les recensements de la population effectués dans la commune depuis 1793. Pour les communes de moins de 10 000 habitants, une enquête de recensement portant sur toute la population est réalisée tous les cinq ans, les populations de référence des années intermédiaires étant quant à elles estimées par interpolation ou extrapolation. Pour la commune, le premier recensement exhaustif entrant dans le cadre du nouveau dispositif a été réalisé en 2006.

En 2022, la commune comptait 69 habitants, en évolution de +7,81 % par rapport à 2016 (Meurthe-et-Moselle : −0,13 %, France hors Mayotte : +2,11 %).
| 1793 | 1800 | 1806 | 1821 | 1831 | 1836 | 1841 | 1846 | 1851 |
| ---- | ---- | ---- | ---- | ---- | ---- | ---- | ---- | ---- |
| 209  | 220  | 262  | 274  | 261  | 237  | 222  | 255  | 270  |

| 1856 | 1861 | 1872 | 1876 | 1881 | 1886 | 1891 | 1896 | 1901 |
| ---- | ---- | ---- | ---- | ---- | ---- | ---- | ---- | ---- |
| 243  | 239  | 213  | 206  | 200  | 200  | 182  | 179  | 165  |

| 1906 | 1911 | 1921 | 1926 | 1931 | 1936 | 1946 | 1954 | 1962 |
| ---- | ---- | ---- | ---- | ---- | ---- | ---- | ---- | ---- |
| 166  | 149  | 99   | 123  | 109  | 110  | 88   | 97   | 84   |

| 1968 | 1975 | 1982 | 1990 | 1999 | 2006 | 2011 | 2016 | 2021 |
| ---- | ---- | ---- | ---- | ---- | ---- | ---- | ---- | ---- |
| 79   | 71   | 66   | 71   | 65   | 59   | 60   | 64   | 68   |

| 2022 | - | - | - | - | - | - | - | - |
| ---- | - | - | - | - | - | - | - | - |
| 69   | - | - | - | - | - | - | - | - |

## Culture locale et patrimoine

### Lieux et monuments
- Église  Saint-Jean-Baptiste, reconstruite après 1918.
- Fontaine Saint-Jean.
- Plaque Souvenir français du caporal Vautrin, mort à Marengo, 1800.
- Meule souvenir de la maison natale de Jean-Nicolas Stofflet.
- Le premier monument aux trois premiers morts américains tués en France en 1917 fut dessiné par Louis Majorelle. Il fut détruit pendant la Seconde Guerre mondiale, en octobre 1940.
- Un second monument fut édifié après la guerre.
- Face à la mairie se trouve un Blockhaus allemand de 1914-1918.

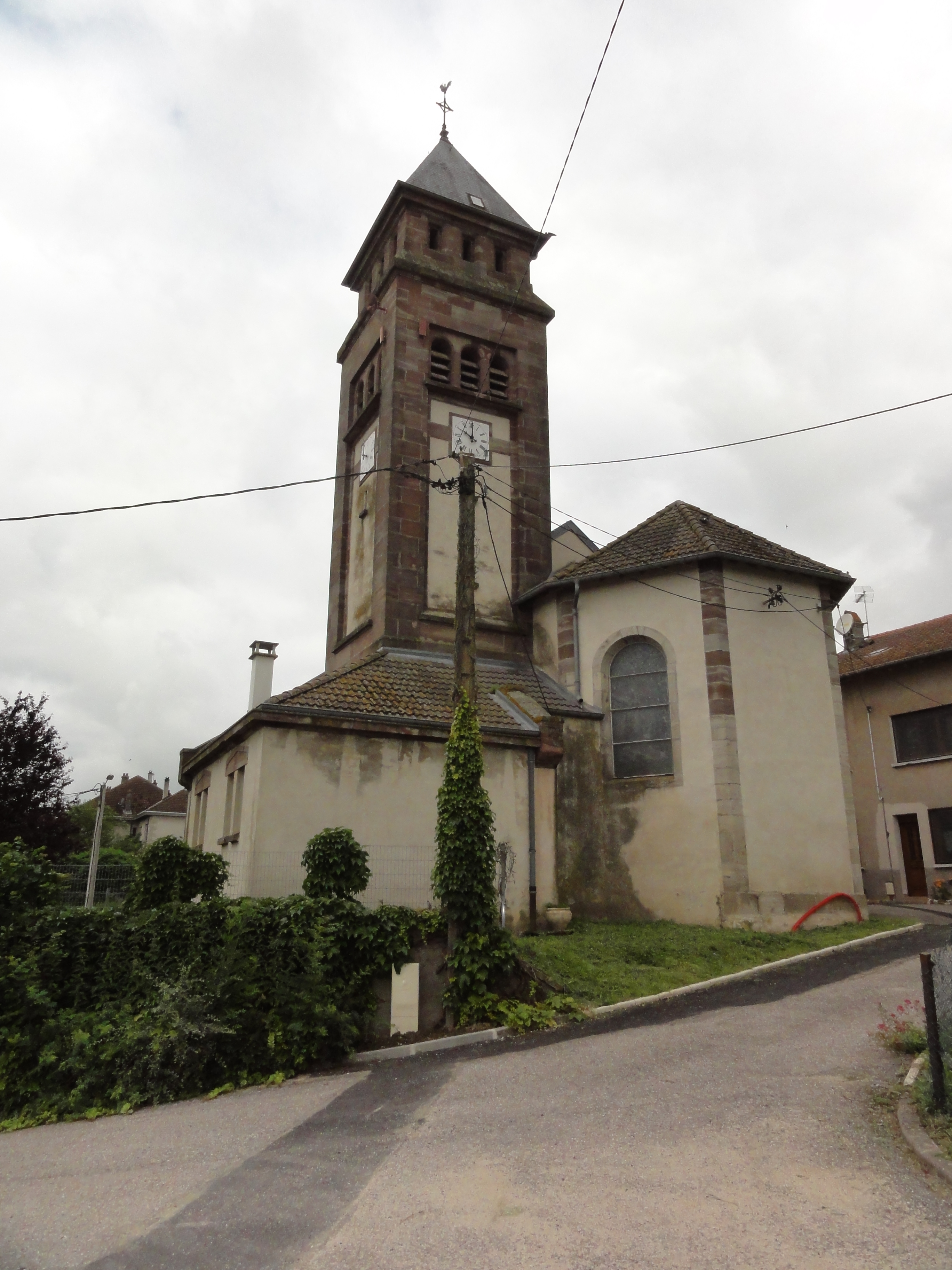
Église  Saint-Jean-Baptiste
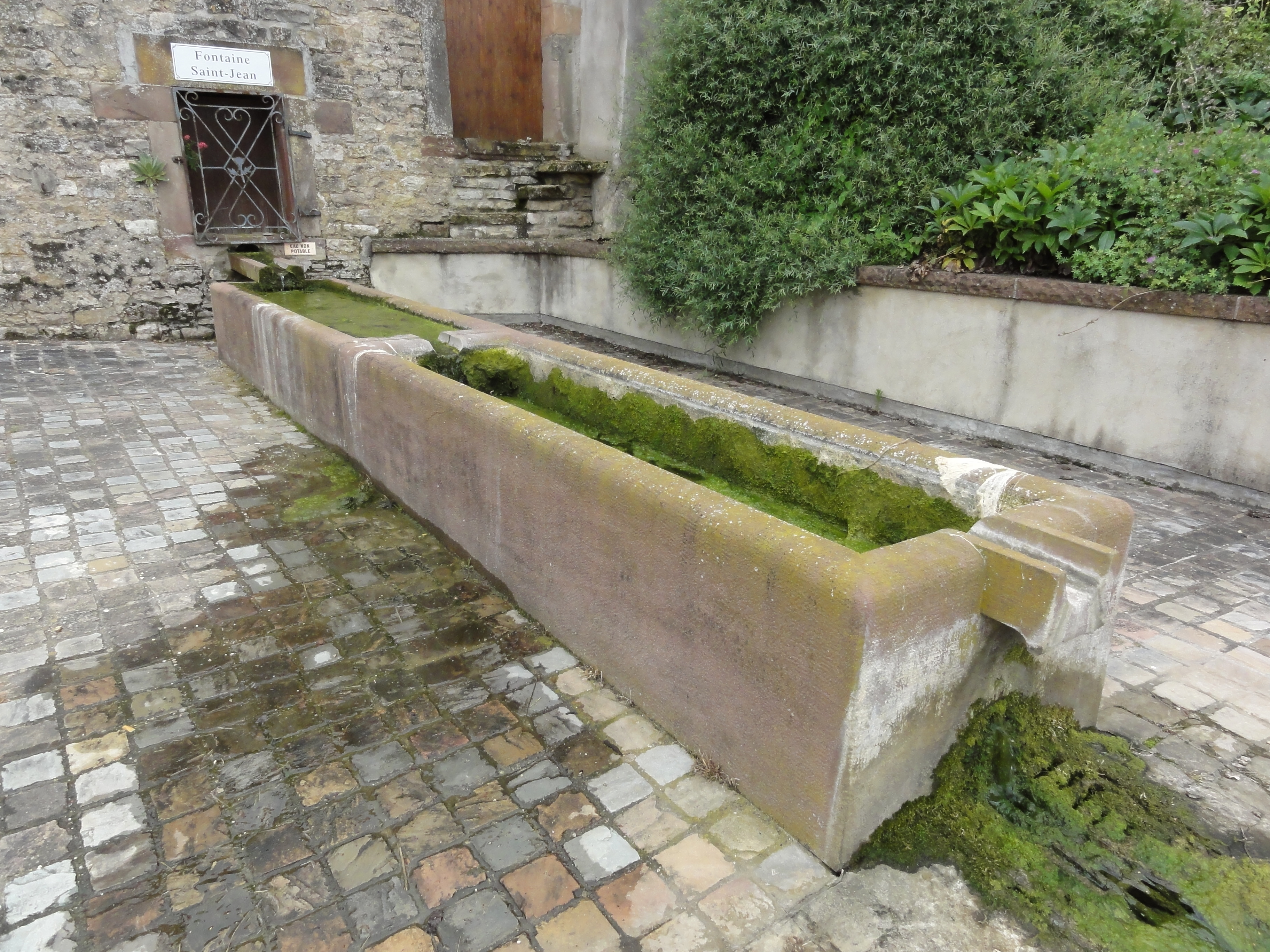
Fontaine Saint-jean.
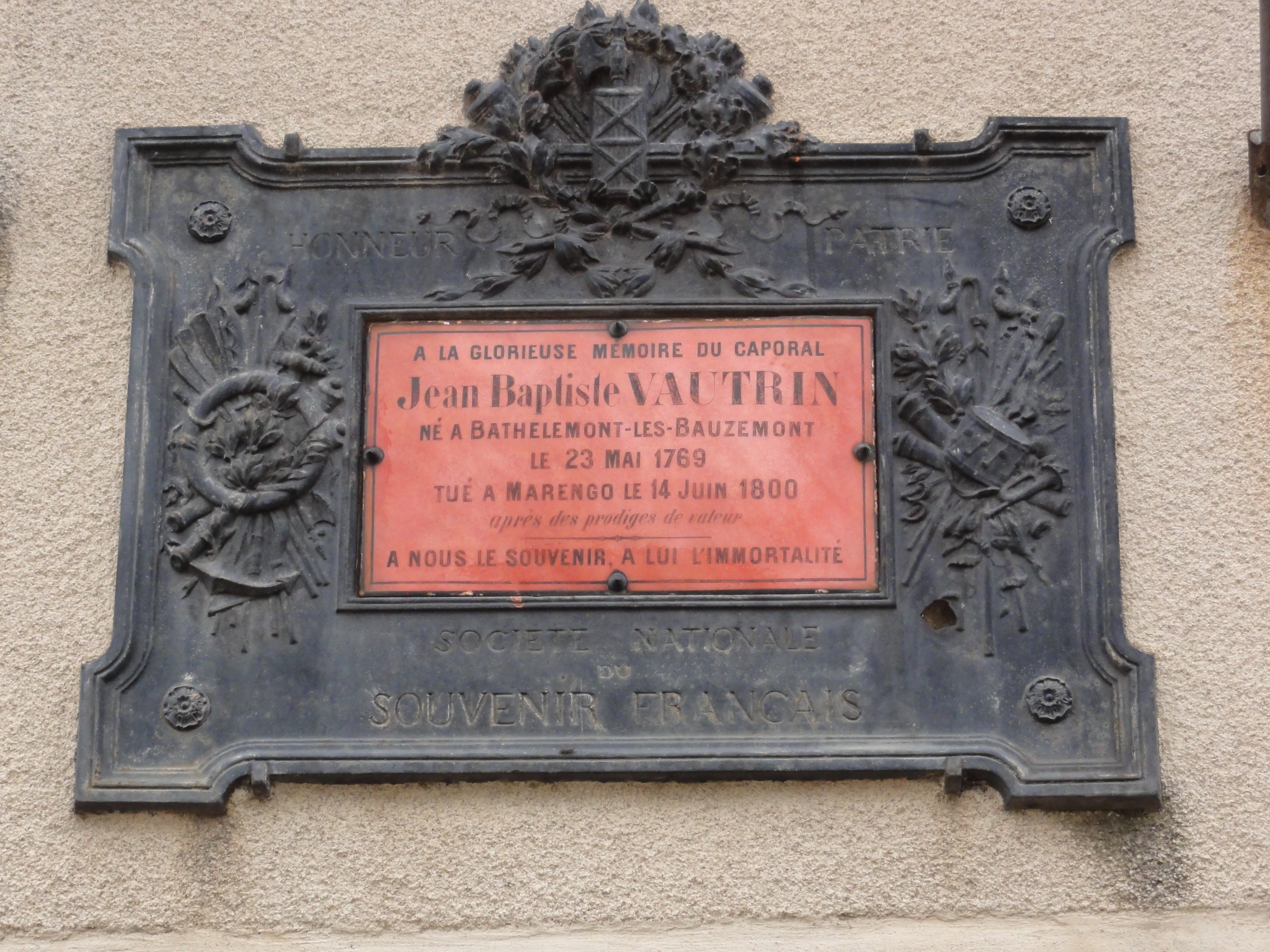
Plaque caporal Vautrin, 1800.
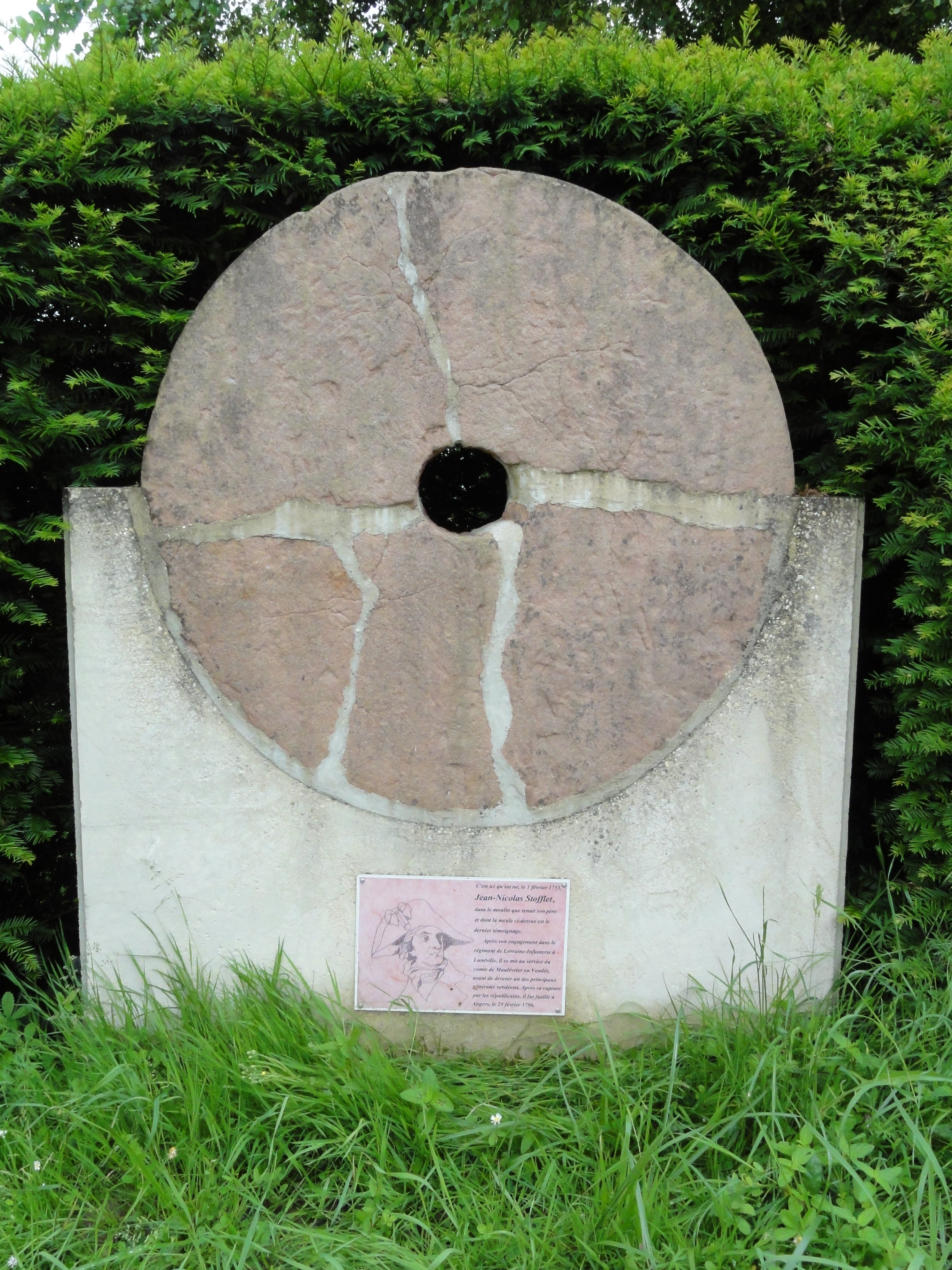
Meule, souvenir de la maison natale général Sufflet.
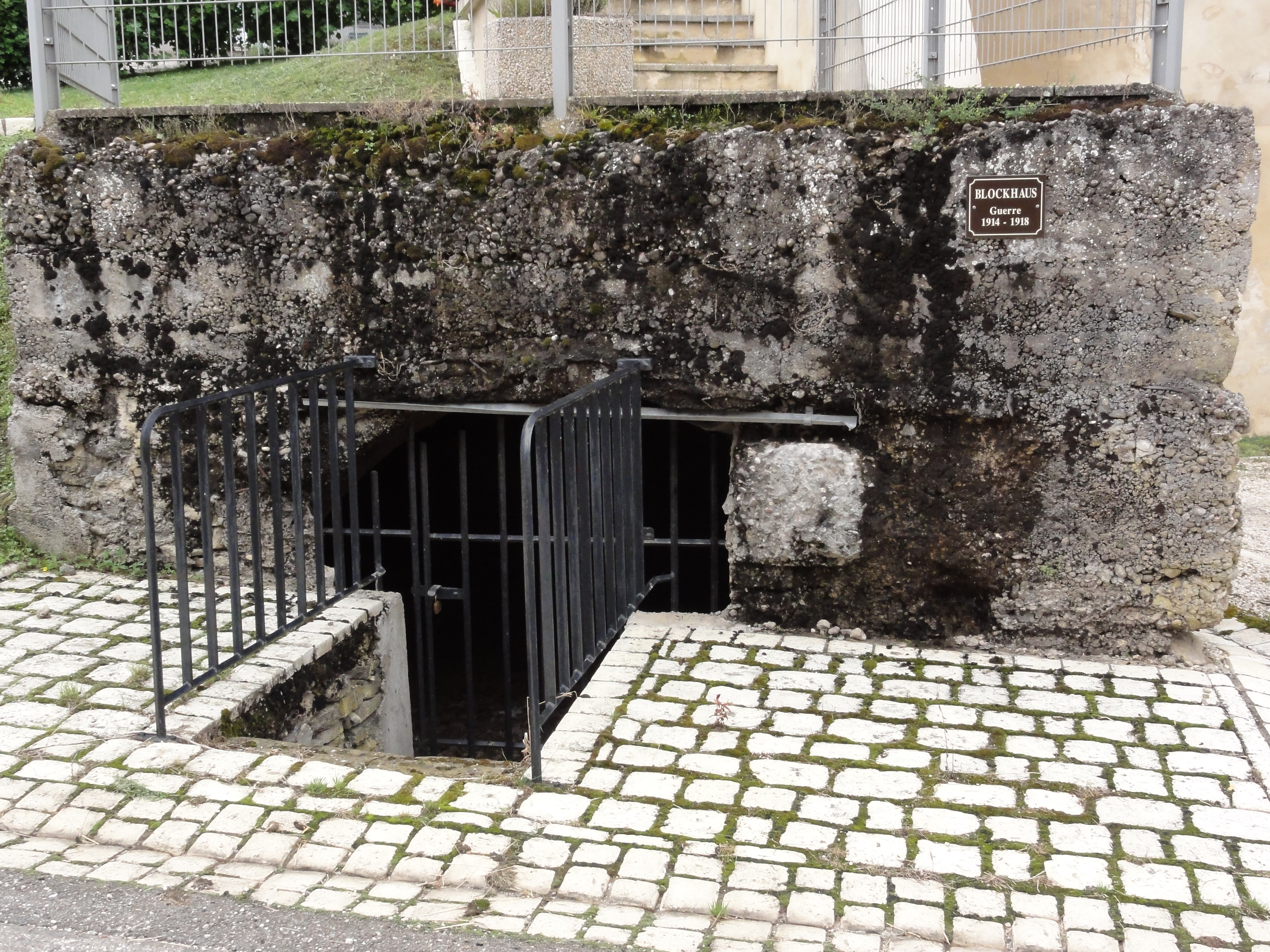
Blokhaus 1914-18.

### Personnalités liées à la commune
- Le village lorrain de Bathelémont vit naître Jean-Nicolas Stofflet, devenu l’un des deux principaux chefs des Vendéens.

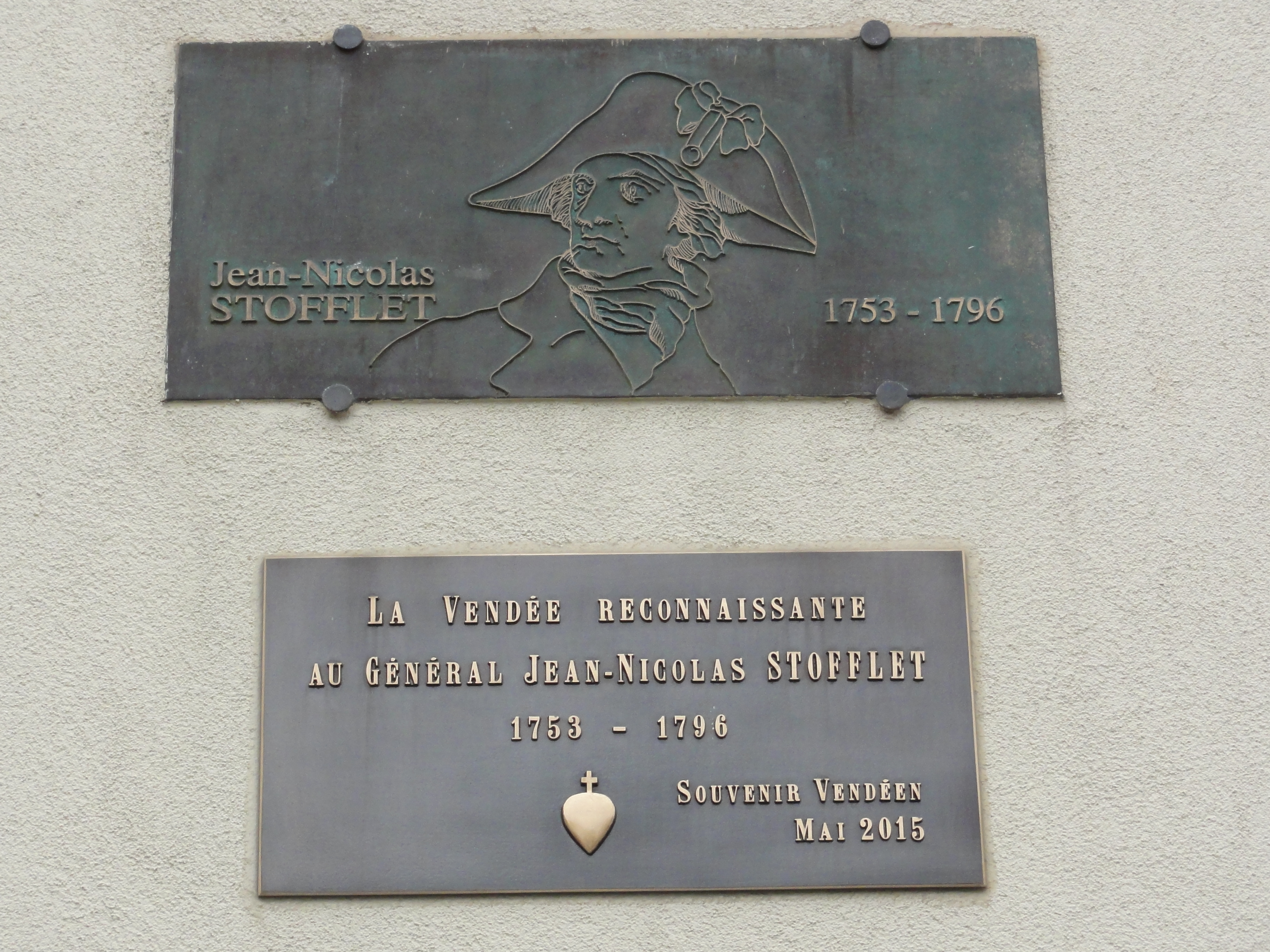
Plaques commémorant le général Sufflet.

### Héraldique, logotype et devise
| Blason de Bathelémont | Blason  | D'azur à la fasce d'or accompagnée en chef de deux besants d'argent, à la clef d'argent brochant sur le tout. |
| Blason de Bathelémont | Détails | Le statut officiel du blason reste à déterminer.                                                              |